# Соперничество России и Украины в футболе
Российско-украинское соперничество в футболе началось в советское время. Наиболее принципиальным было дерби между московским «Спартаком» и киевским «Динамо». После распада СССР украинские и российские клубы прекратили выступления в едином чемпионате, поэтому в дальнейшем они встречались лишь в рамках еврокубков и дружеских турниров. Национальные сборные играли дважды в истории в рамках отборочного турнира на чемпионат Европы 2000 года, а последний матч в Москве вызвал большой ажиотаж, в том числе, из-за политической составляющей российско-украинских отношений.
В 2014 году, после аннексии Россией украинского Крыма и начала войны на Донбассе, УЕФА запретила украинским и российским командам играть друг с другом, тем не менее матчи национальных команд имели место в мини-футболе и пляжном футболе. С 2022 года, после полномасштабного вторжения России, Украинская ассоциация футбола проводит кампании по изолированию России от международного футбола.

## История

### СССР

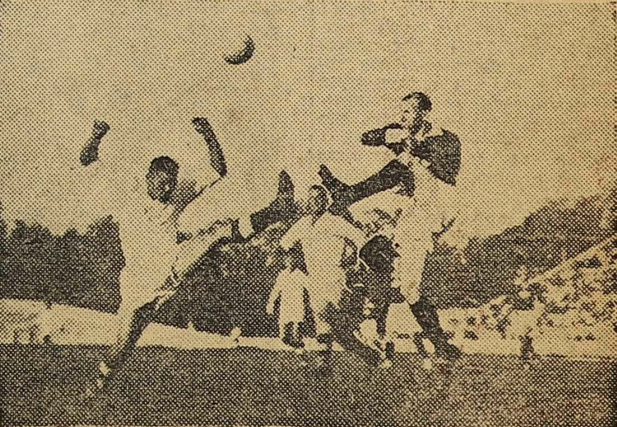
Встреча сборных Москвы и Харькова в рамках «матча трёх городов» в 1934 году

В советском футболе доминировали команды РСФСР и Украинской ССР. Принципиальный характер носило дерби между московским «Спартаком» и киевским «Динамо», являвшимися наиболее успешными советскими клубами. Пика противостояние между командами и их болельщиками достигло в 1980-е годы. Для ряда болельщиков «Динамо» поддержка футбольной команды была одним из немногих легальных способов демонстрировать украинский патриотизм в матчах украинской команды против соперников из советской столицы. Всего команды провели между собой 117 матчей в советское время, где 50 раз побеждали москвичи, 38 раз киевляне, а в 29 матчах был зафиксирован ничейных исход. Наибольшее количество побед в чемпионате СССР принадлежит киевскому «Динамо», завоевавшему 13 побед. Однако по общему числу побед команды из РСФСР имели 34 чемпионских титула, тогда как украинские команды увозили победу в 16 случаях. В Кубке СССР 10 побед завоевал московский «Спартак», обогнав на одну победу по этому показателю своих соперников из Киева. В общей статистике российские клубы побеждали в советском кубке 31 раз, а украинские — 16 раз.
Встречались между собой сборные Украинской ССР и РСФСР в рамках Спартакиады народов СССР. Первая подобная встреча относится к 1979 году, когда украинцы разгромили соперников со счётом 5:1 на предварительном этапе. Игра за третье место также завершилась поражением РСФСР — 1:2. Перед стартом Спартакиады 1983 года украинская команда под руководством Евгения Котельникова считалась фаворитом, имея в своём составе таких игроков как Олег Протасов и Геннадий Литовченко. Тем не менее в игре с РСФСР Протасов выходя шесть раз один на один с вратарём Александром Жидковым не забил ни одного гола, а игра завершилась победой россиян с минимальным счётом (1:0). На последней Спартакиаде 1986 года очный матч двух команд завершился победой Украинской ССР (1:0).
По разному происходила комплектация сборной СССР по футболу, выступавшей на международных турнирах. Если на первом для советских футболистов чемпионате мира 1958 года в составе команды был лишь один представитель украинского клуба, то на последнем для СССР чемпионате мира 1990 года в составе команды 9 из 11 футболистов выступали за украинские клубы.

### После распада СССР
После распада СССР Украина и Россия начали проводить собственные чемпионаты, отказавшись от идеи проведения чемпионата СНГ. Тем не менее в 1992 году на чемпионате Европы в Швеции выступила сборная СНГ, где в последний раз вместе сыграли украинские и российские футболисты.
Впервые в новом качестве клубы из Украины и России в официальной встрече встретились в рамках групповой стадии Лиги чемпионов сезона 1994/95, где выступили «Динамо» и «Спартак». Первая игра состоялась на Республиканском стадионе в Киеве, где сильнейшими были «динамовцы» (3:2), а в ответной встрече на «Лужниках» реванш взяли москвичи — 1:0. В сезоне 1998/99 в первом раунде Кубка обладателей кубков встретились московский «Локомотив» и киевский ЦСКА, чьё двухматчевое противостояние завершилась победой россиян с общим счётом 5:1.

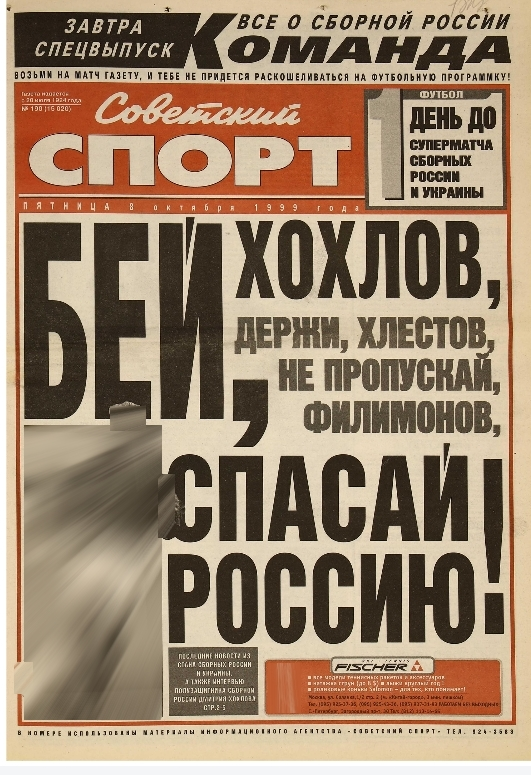
Обложка российской газеты «Советский спорт» перед футбольным матчем России и Украины

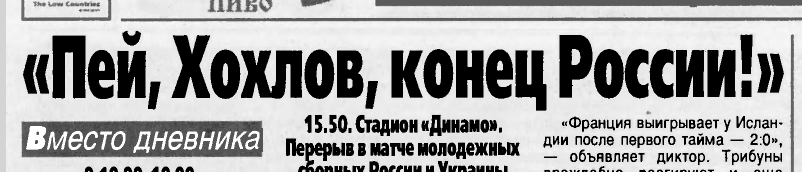
Заголовок украинской газеты «Команда» после футбольного матча России и Украины

Лишь дважды встречались национальные сборные России и Украины, попавшие в одну группу в рамках квалификации на чемпионат Европы 2000 года. Первая игра прошла в Киеве и завершилась победой хозяев со счётом 3:2. Ответный матч вызвал больший ажиотаж: во-первых, в связи с турнирной важностью, поскольку в последнем туре решалась судьба первого места в группе; во-вторых, из-за политической подоплёки игры. Российская газета «Советский спорт» вышла с резонансным заголовком «Бей, Хохлов, держи, Хлестов, не пропускай, Филимонов, Спасай Россию!», где два первых и два последних слова были напечатаны многократно более крупным шрифтом, в итоге получался лозунг «Бей хохлов, спасай Россию!», являющийся очевидной отсылкой на известный лозунг русских черносотенцев и фашистов «бей жидов — спасай Россию». Матч также посетили главы правительств России и Украины Владимир Путин и Валерий Пустовойтенко.
Счёт в игре на «Лужниках» на 75-й минуте открыл Валерий Карпин, однако на 88 минуте Андрей Шевченко со штрафного удара с 40 метров отправил мяч в ворота Александр Филимонова, благодаря ошибке российского вратаря. Ничейный исход позволил украинцам получить право сыграть в стыковых матчах, опередив в турнире Россию и выведя её из дальнейшей борьбы. После этого матча сборные России и Украины больше никогда не встречались друг с другом.
В сезоне 2003/24 российский «Локомотив» дважды встречался в Лиге чемпионов с украинскими командами. В третьем квалификационном раунде за право выступления в групповом этапе москвичи выбили из турнира донецкий «Шахтёр» со счётом 3:2 по сумме двух матчей. На групповой стадии «железнодорожники» дважды сыграли с киевским «Динамо». Первая игра осталась за украинцами (2:0), а в ответной игре реванш взяли москвичи (3:2).
По ходу победного для донецкого «Шахтёра» розыгрыша Кубка УЕФА сезона 2008/09 украинский клуб выбил из турнира на стадии 1/8 финала московский ЦСКА (2:1 по сумме двух матчей). В следующем сезоне, но в Лиге чемпионов в одной группе сыграл казанский «Рубин» и киевское «Динамо». Первая игра в Украине осталась за «динамовцами» (3:2), а ответная игра завершились с ничейным счётом (0:0).

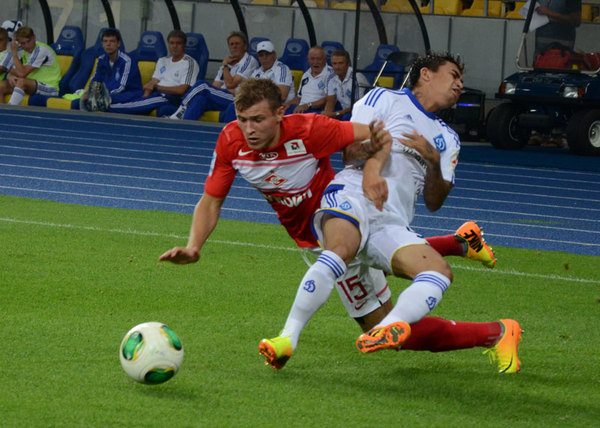
Матч киевского «Динамо» и московского «Спартака» в 2013 году

Вновь российский «Спартак» и украинское «Динамо» встретились в квалификации Лиги чемпионов 2008/09. Противостояние завершилось разгромной победой клуба из Киева с общим счётом 8:2, что позволило «Динамо» пройти в групповой этап. В последний раз украинские и российские клубы в еврокубках встречались в сезоне 2011/12, когда жребий свёл в одной группе Лиги чемпионов «Шахтёр» из Донецка и «Зенит» из Санкт-Петербурга. Встреча на «Донбасс Арене» закончилась ничьей (3:3), а в игре на стадионе «Петровский» гол бельгийца Николаса Ломбертса обеспечил россиянам победу с минимальным счётом.

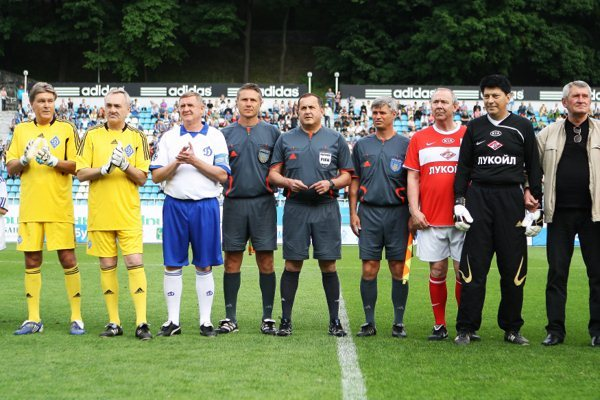
Последняя встреча ветеранов киевского «Динамо» и московского «Спартака» в 2012 году

С 1994 по 2012 год состоялось 9 матчей между ветеранами московского «Спартака» и киевского «Динамо» (4 победы украинцев, 4 ничьи и 1 победа россиян). Матч в 1997 году в Киеве на «Олимпийском» посетило около 80 тысяч человек, а сама игра завершилась победой хозяев со счётом 3:1 благодаря голу Анатолия Демьяненко и дублю Игоря Беланова. Последняя очная встреча ветеранов состоялась в 2012 году на стадионе «Динамо» имени Валерия Лобановского и завершилась с ничейным счётом 6:6.

### Совместные турниры
В 1993 году в Москве для клубов с постсоветского пространства был учреждён Кубок Содружества, который проводился в зимний период. В первых двух розыгрышах клубы из Украины не участвовали. Дебют украинской командой в турнире состоялся в 1995 году, когда в Россию прибыл донецкий «Шахтёр» — вице-чемпиона страны Украины. На следующем Кубке Содружества впервые сыграл чемпион Украины — киевское «Динамо», обыгравший в финале владикавказскую «Аланию» (1:0). В финалах 1997, 1998, 1999 и 2002 годов встречались киевское «Динамо» и московский «Спартак». Первые два раза победы остались за украинцами (3:2, 1:0), в 1999 году вверх брали россияне (2:1), а в 2002 году сильнейшим вновь стали «динамовцы» (4:3).
В дальнейшем интерес к турниру начал угасать, а украинские и российские команды начали выставлять дублирующие составы. С 2012 года на Кубке Содружества начали играть молодёжные сборные. Дважды в финале турнира в Санкт-Петербурге играли команды Украины и России в возрастной категории до 21 года. В 2013 году победу одержали россияне (4:2). а в следующем году реванш взяли украинцы (4:0). После этого украинцы больше не приезжали на Кубок Содружества, а в 2016 году он был упразднён.
По словам первого президента Российского футбольного союза Вячеслава Колоскова в середине 2000-х идею провести объединённый чемпионат Украины и России предложил олигарх Роман Абрамович. Для обсуждения будущего чемпионата в 2004 году в Москву приезжал президент УЕФА Леннарт Юханссон, а на совещание у председателя Государственного комитета по физической культуре и спорту Вячеслава Фетисова прибыли глава Федерации футбола Украины Григорий Суркис, президент киевского «Динамо» Игорь Суркис, президент донецкого «Шахтёра» Ринат Ахметов и владелец днепропетровского «Днепра» Игорь Коломойский.
Одной из проблем при его создании стало потеря для клубов права выступления в еврокубках, так как по уставу УЕФА в международных турнирах должны выступать победители национальных чемпионатов, а не участники совместных турниров.

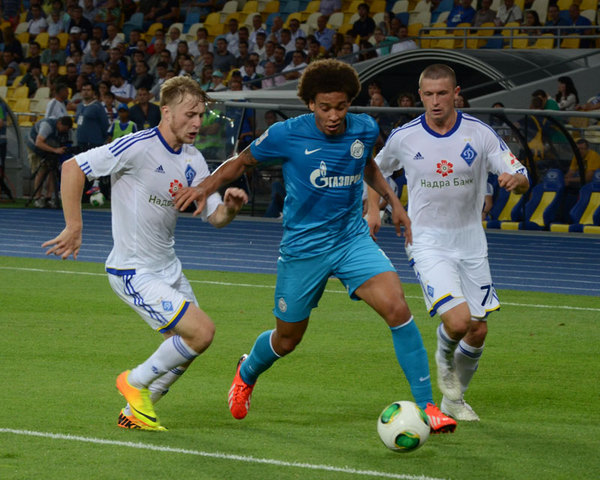
Матч «Зенита» и киевского «Динамо»

Новым турниром, где встречались клубы из Украины и России, стал учреждённый в 2006 году Кубок Первого канала. Турнир проводился в Израиле в зимнее межсезонье, а спонсором выступал Роман Абрамович. Всего состоялось три розыгрыша турнира. В дебютном турнире победу одержал донецкий «Шахтёр», в 2007 году — московский ЦСКА, а в 2008 году — киевское «Динамо».

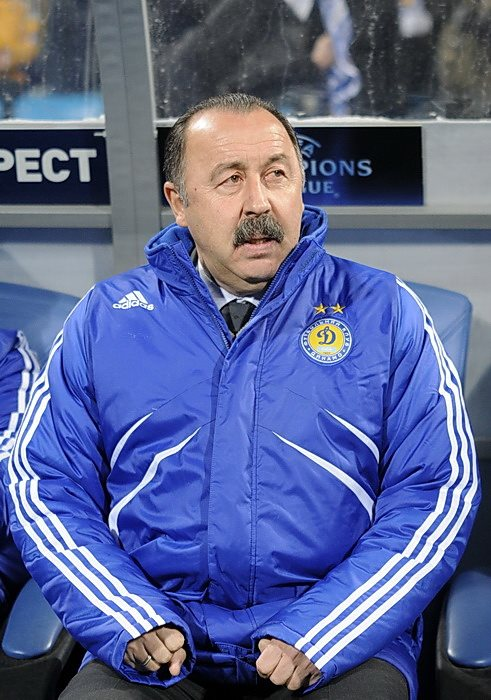
Валерий Газзаев

Попытка создать объединённый чемпионат России и Украины по футболу была предпринята в 2013 году, когда был презентован проект турнира с бюджетом в 1 млрд евро, основным спонсором которого должен был стать «Газпром». Оргкомитет турнира возглавлял российский футбольный тренер Валерий Газзаев, ранее имевший опыт работы главного тренера в киевском «Динамо».
Летом 2013 года был проведён Объединённый турнир, где сыграли по две команды от Украины и России в летнее межсезонье, отыграв матчи как дома, так и в гостях. Победителем турнира стало киевское «Динамо». Зимой 2014 года по две лучшие команды от каждой страны встретились в Объединённом суперкубке, который прошёл в Израиле и совпал с политическими событиями в Киеве, где проходил Евромайдан. Победу в турнире завоевал донецкий «Шахтёр». Тем не менее после победы Евромайдана проект объединённого чемпионата России и Украины фактически не имел шансов на реализацию и дальнейшие действия по объединению чемпионатов не предпринимались.

### С 2014 года
Летом 2014 года УЕФА запретило украинским и российским клубам играть между собой в турнирах под своей эгидой из-за напряжённых межгосударственных отношений. После принятия команд из Крыма во Вторую лигу России Президент Федерации футбола Украины Анатолий Коньков обратился к ФИФА и УЕФА с просьбой ввести санкции против Российского футбольного союза. Постановлением от 4 декабря 2014 года исполнительный комитет УЕФА запретил клубам из Крыма выступать в турнирах под эгидой РФС, а самой организации было запрещено заниматься организацией футбола на территории полуострова.

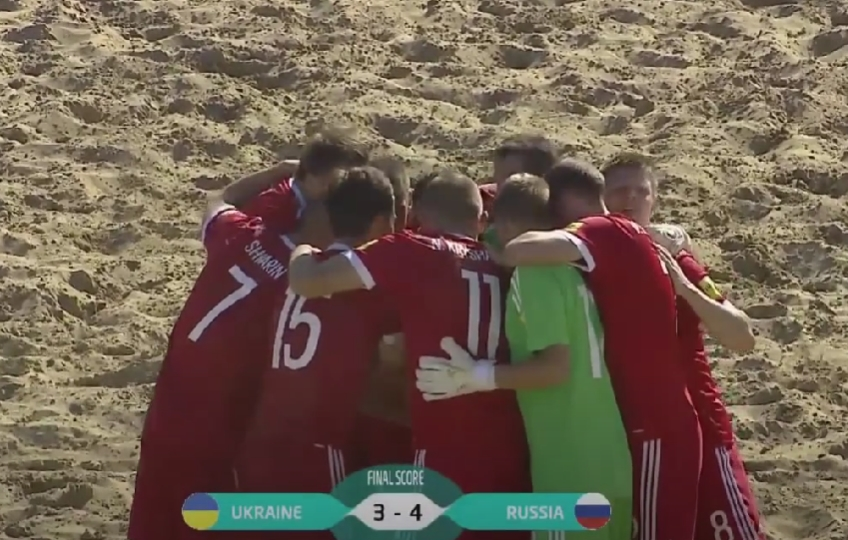
Российская сборная по пляжному футболу в матче против Украины в 2017 году

В период с 2014 по 2022 год российские и украинские взрослые команды не играли друг против друга, однако при этом неоднократно проходили игры сборных и клубов в пляжном футболе. Тем не менее в 2021 году сборная Украины приняла решение бойкотировать чемпионат мира по пляжному футболу в Москве. В мини-футболе матч национальных сборных состоялся 4 февраля 2022 года на фоне обострения российско-украинского кризиса в рамках полуфинала чемпионата Европы 2022 года, проходившего в Нидерландах. Россияне одержали победу со счётом 3:2, выйдя в итоге в финал, где уступили португальцам (2:4), а Украина в матче за третье место оказалась слабее Испании (1:4).
После полномасштабного российского вторжения Украинская ассоциации футбола во главе с членом исполкома УЕФА Андреем Павелко начала кампанию по отстранению России от футбольных соревнований. В итоге российские команды были отстранены от участия в официальных международных соревнованиях. В апреле 2023 года президент Украины Владимир Зеленский ввёл санкции против 82 российских спортсменов, включая российских футболистов Игоря Акинфеева, Вениамина Мандрыкина, Сергея Овчинникова, Юрия Газинского и Динияра Билялетдинова.
В феврале 2023 года футболисты украинской команды «Минай» избили представителей российского клуба «Шинник», которые находились с ним в одном отеле во время сборов в турецкой Анталье.
Летом 2023 года УАФ направило обращение в УЕФА с требованием исключить РФС из числа его членов из-за включения команд из Крыма в дивизион «Б» Второй лиги России. В 2024 году украинские команды также отказывались от встреч с соперниками из третьих стран, которые проводили товарищеские матчи с российскими представителями.
Во время боевых действий с украинской стороны погибли ряд футболистов, среди которых Александр Гончар, Артур Гриценко, Сергей Баланчук и Сергей Рожок. Со стороны России воевали, а затем погибли: бывший игрок футбольной сборной Алексей Бугаев и бывший игрок сборной в мини-футболе Вячеслав Москаленко.

## Футболисты, игравшие за обе сборные

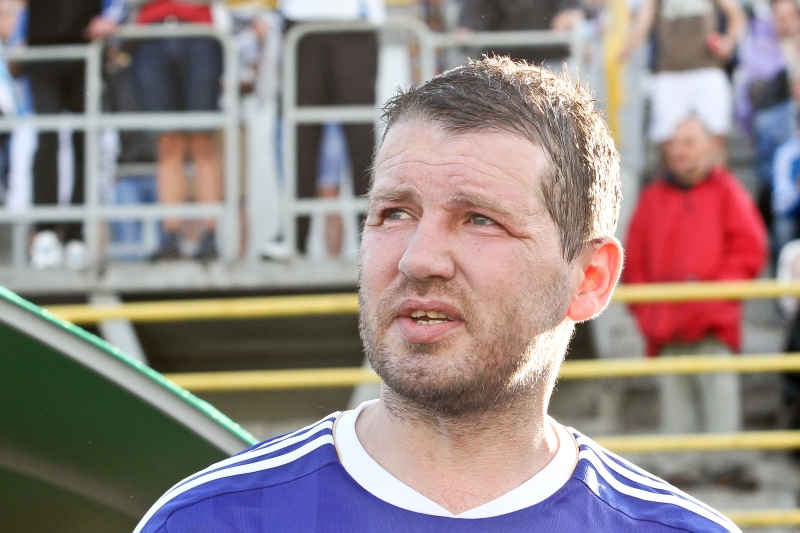
Олег Саленко принял участие в первом матче украинской сборной, а в составе России установил рекорд чемпионата мира

После распада СССР футболисты без сложных формальностей могли менять страну для своих выступлений в международных соревнованиях, благодаря чему ряд игроков успели сыграть как за украинскую сборную, так и российскую. Из участников первого в истории матча сборной Украины в 1992 году против Венгрии сразу четверо в дальнейшем играли в футболке с двуглавым орлом. Как игроки обеих сборных в историю вошли 7 футболистов: Олег Саленко, Юрий Никифоров, Ахрик Цвейба, Алексей Бахарев, Сергей Кормильцев, Александр Горшков и Илья Цымбаларь.
В составе сборной Украины в разное время также выступали уроженцы России, такие как Виктор Леоненко, Дмитрий Тяпушкин, Юрий Калитвинцев и Артём Яшкин.
| Футболист         | Выступления за Украину | Выступления за Украину | Выступления за Украину |       | Выступления за Россию | Выступления за Россию | Выступления за Россию |
| Футболист         | Матчи                  | Голы                   | Годы                   | Матчи | Голы                  | Годы                  |                       |
| ----------------- | ---------------------- | ---------------------- | ---------------------- | ----- | --------------------- | --------------------- | --------------------- |
| Олег Саленко      | 1                      | 0                      | 1992                   | 8     | 6                     | 1993—1994             |                       |
| Юрий Никифоров    | 3                      | 0                      | 1992                   | 55    | 6                     | 1993—2002             |                       |
| Ахрик Цвейба      | 1                      | 0                      | 1992                   | 8     | 0                     | 1997                  |                       |
| Алексей Бахарев   | 1                      | 0                      | 2002                   | 1     | 0                     | 1998                  |                       |
| Сергей Кормильцев | 15                     | 0                      | 2000—2004              | 1     | 0                     | 1998                  |                       |
| Александр Горшков | 4                      | 2                      | 2003                   | 2     | 0                     | 1998                  |                       |
| Илья Цымбаларь    | 3                      | 0                      | 1992                   | 28    | 4                     | 1994—1999             |                       |

## Участие в национальных чемпионатах
Граждане Российской Федерации занимают второе место среди всех легионеров в истории чемпионата Украины. В общей сложности там играло 118 российских футболиста. Последним представителем России в УПЛ в 2019 году стал Василий Павлов, защищавший цвета одесского «Черноморца».

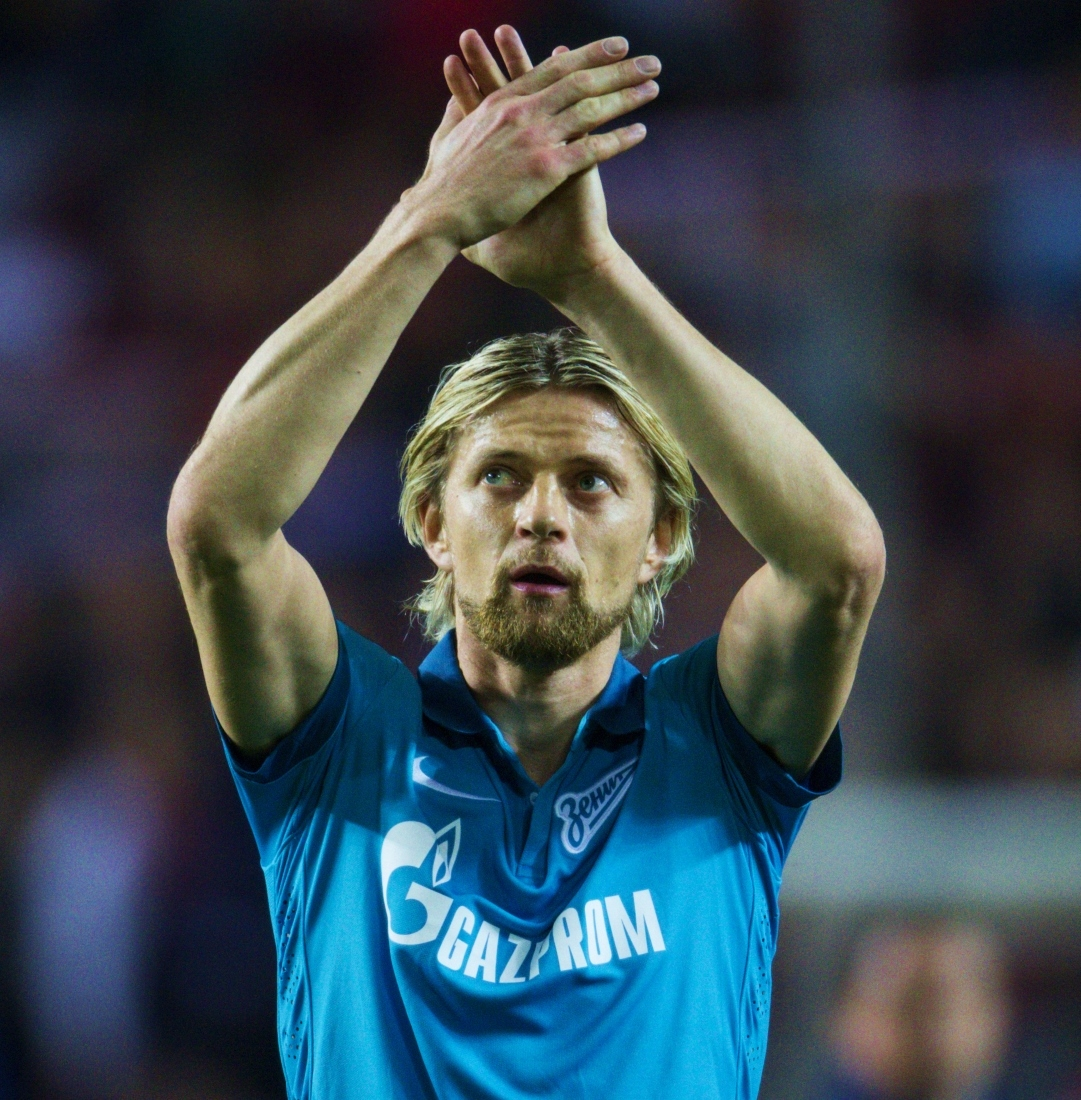
Анатолий Тимощук во время выступлений за «Зенит»

По состоянию на 2024 год 249 украинцев выступали в высшем дивизионе России, что делает их крупнейшей группой легионеров в истории турнира. После 2014 года играющих в чемпионате России футболистов Украины перестали вызывать в стан национальной сборной. В частности потерял место в украинской сборной Ярослав Ракицкий из «Зенита» и Иван Ордец из московского «Динамо». В 2022 году количество украинцев в РПЛ сократилось в три раза, в частности тогда же прекратили играть в России Ракицкий и Ордец.
По мнению российского интернет-портала «Чемпионат» лучшим в истории украинским легионером в российском чемпионате является Анатолий Тимощук. После завершения карьеры он продолжил работу тренером в России. В 2022 году он принял решение остаться в структуре «Зенита», который спонсирует компания «Газпром», за что на родине он был лишён звания «Почетный гражданин Луцка» и всех украинских спортивных наград, а также получил пожизненный запрет на футбольную деятельность на территории Украины.
Российские тренеры также имели опыт работы с украинскими клубами. Например, Юрий Сёмин и Валерий Газзаев возглавляли киевское «Динамо», а украинский тренер Олег Блохин работал в клубе «Москва».

## Сравнение успехов и уровня
Вопрос о том, чей футбол сильнее — украинский или российский — часто возникал в журналистских публикациях, рассуждениях футболистов и тренеров, а также в спорах болельщиков. В 2019 году российское издание «Спорт-Экспресс» провело исследование, где сравнило результаты клубов, сборных и игроков из двух стран, выставляя за каждое достижение различные баллы. По итогам анализа у России оказалось 447 баллов, а у Украины — 424.
Преимуществом чемпионата России является большее количество команд, способных бороться за титул, в то время как на Украине доминируют два клуба. В начале 2010-х годов Россия опережала Украину в таблице коэффициентов УЕФА. По состоянию на 2024 год Украина занимала в этом рейтинге 24 место, а Россия — 29. В 2011 году Международная федерация футбольной истории и статистики поставила УПЛ на 12-ю позицию в Европе, а РПЛ заняла 13-ю строчку.
По совокупной стоимости игроков обоих лиг превосходство принадлежит РПЛ, оценивавшийся УЕФА в 2015 году в 895 млн евро против 374 млн евро у УПЛ. В 2022 году портал Transfermarkt оценил трансферную стоимость российского чемпионата в 762 млн евро, а украинского — в 304,4 млн евро. При этом по оценке CIES Football Observatory, принадлежащему Международному центру спортивных исследований, совокупная стоимость игроков среди конкретных клубов выше у украинского «Шахтёра», чем у российского «Зенита» (265 млн евро и 237 млн евро соответственно).

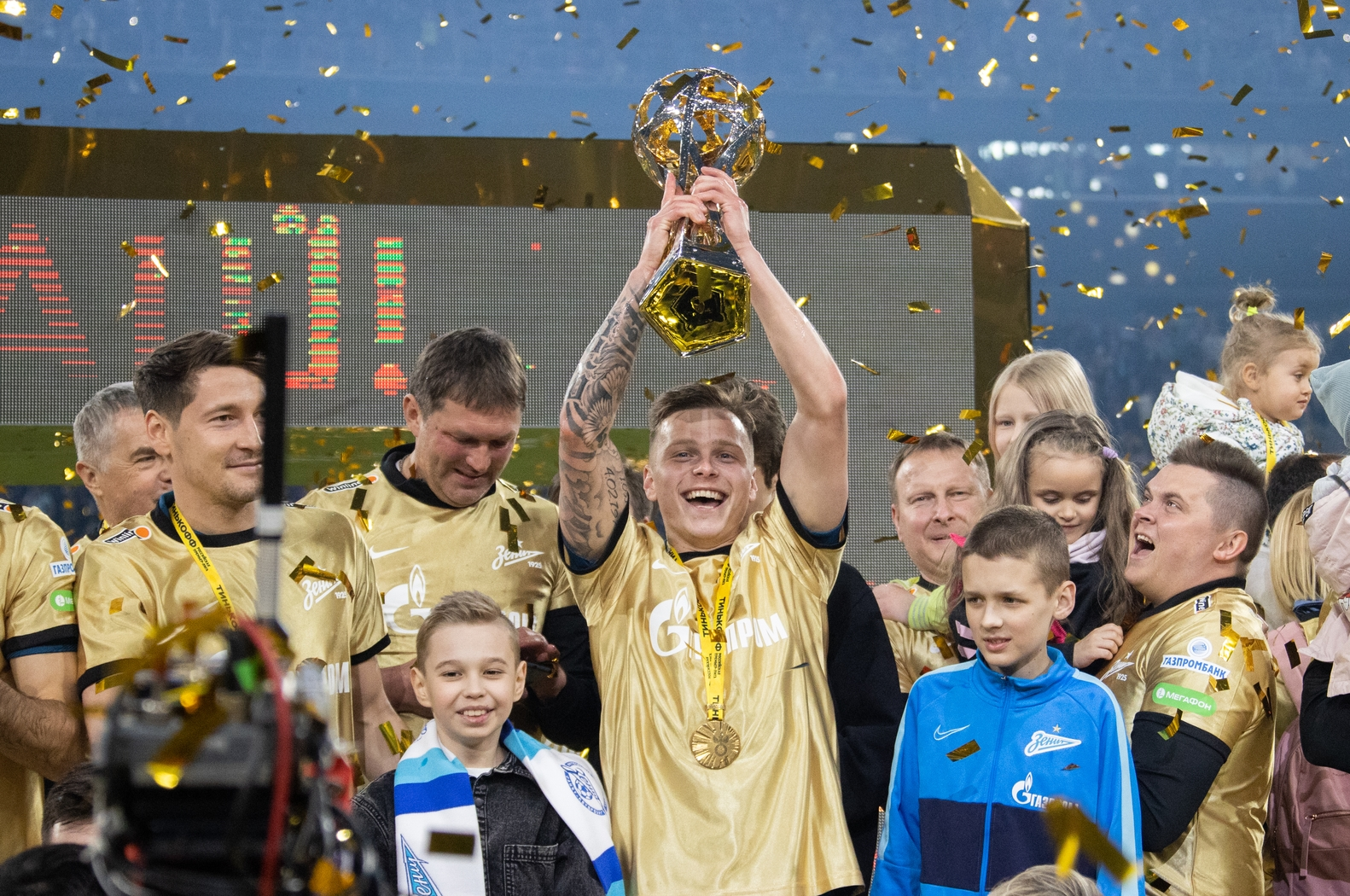
«Зенит» празднует победу в чемпионате России сезона 2020/21

В активе клубов из Украины три европейских достижения: дважды киевское «Динамо» под советским флагом завоевало Кубок обладателей кубков УЕФА, а в сезоне 2008/09 победу в Кубке УЕФА завоевал донецкий «Шахтёр». Российские «Зенит» и ЦСКА становились победители Кубка УЕФА в сезона 2004/05 и 2007/08 соответственно.

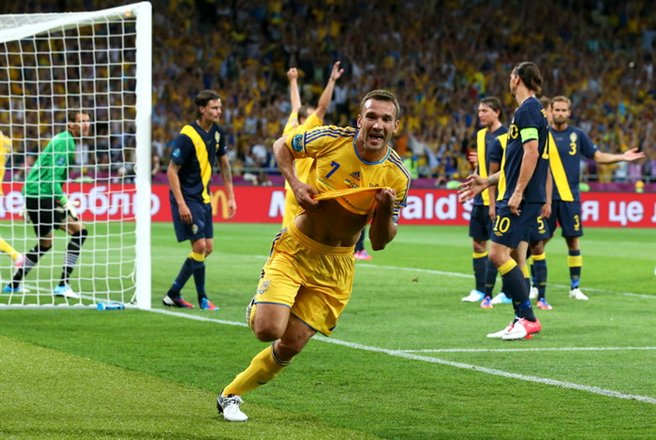
Андрей Шевченко празднует гол в ворота Швеции на чемпионате Европы 2012 года

Российская сборная шесть раз играла на чемпионате Европы, где её лучшим результатом стал полуфинал турнира 2008 года. Сборная Украины, в свою очередь, принимала участие в четырех европейских чемпионатах, а наивысшим успехом стал выход в 1/4 финала на Евро 2020. Накануне старта чемпионата Европы 2020, где участвовали российская и украинская сборные, российское издание «Спорт-Экспресс» оценило стартовые составы команд и пришло к выводу о минимальном преимуществе Украины. По данным портала Transfermarkt, общая трансферная стоимость игроков сборной Украины составила 197 миллионов евро, а у сборной России — 191 миллион евро.
На уровне юношеских и молодёжных сборной украинцы побеждали на чемпионате мира среди игроков до 20 лет в 2019 году и на домашнем чемпионате Европы (до 19 лет) в 2009 году. Россияне в своём имеют титул в рамках чемпионата Европы до 17 лет в 2006 и 2013 годах.
Обе страны принимали соревнования наивысшего уровня: в 2012 году в Украине прошёл чемпионат Европы (совместно с Польшей), а в 2018 году в России — чемпионат мира.

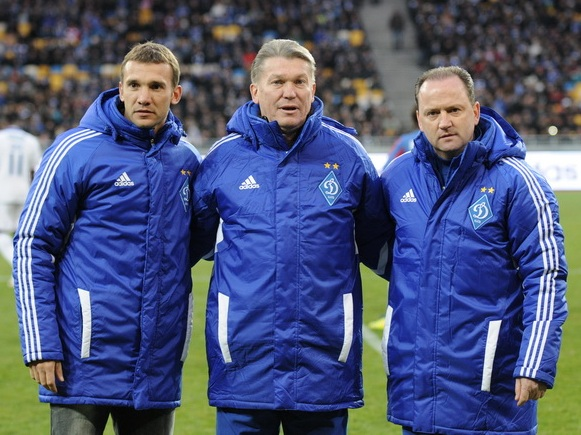
Обладатели Золотого мяча Андрей Шевченко, Олег Блохин и Игорь Беланов

На индивидуальном уровне в советский период два игрока киевского «Динамо» — Олег Блохин и Игорь Беланов — стали обладателями «Золотого мяча». Лев Яшин из московского «Динамо» также получил эту награду и стал первым вратарём, удостоенным этого приза. После распада СССР «Золотой мяч» смог заработать только Андрей Шевченко, который в 2004 году выступал за сборную Украины и итальянский «Милан».
| Турнир                   | Лучший результат      | Лучший результат              |
| Турнир                   | Украина               | Россия                        |
| ------------------------ | --------------------- | ----------------------------- |
| Чемпионат мира           | 1/4 финала (2006)     | 1/4 финала (2018)             |
| Чемпионат Европы         | 1/4 финала (2020)     | 1/2 финала (2008)             |
| Лига чемпионов           | 1/2 финала (1998/99)  | 1/4 финала (1995/96, 2009/10) |
| Лига Европы              | Победа (2008/09)      | Победа (2004/05, 2007/08)     |
| Суперкубок УЕФА          | Финал (2009)          | Победа (2008)                 |
| Лига конференций         | 1/16 финала (2022/23) | не участвовала                |
| Юношеская лига УЕФА      | Финал (2014/15)       | 1/4 финала (2016/17)          |
| Чемпионат мира (до 20)   | Победа (2019)         | 1/4 финала (1993, 1995)       |
| Чемпионат мира (до 17)   | не участвовала        | 1/8 финала (2013, 2015)       |
| Чемпионат Европы (до 21) | Финал (2006)          | 1/4 финала (1994, 1998)       |
| Чемпионат Европы (до 19) | Победа (2009)         | Финал (2015)                  |
| Чемпионат Европы (до 17) | Третье место (1994)   | Победа (2006, 2013)           |

## Списки футбольных матчей

### Матчи футбольных национальных сборных
Мужские сборные: 2 матча (1 победа Украины и 1 ничья). Разница мячей: 4:3.
Женские сборные: 12 матчей (9 побед России, 2 победы Украины, 1 ничья). Разница мячей: 20:12.
| №       | Дата       | Хозяева     | Счёт    | Гости       | Турнир            | Место               | Ист.    |
| Мужчины | Мужчины    | Мужчины     | Мужчины | Мужчины     | Мужчины           | Мужчины             | Мужчины |
| ------- | ---------- | ----------- | ------- | ----------- | ----------------- | ------------------- | ------- |
| 1       | 1998-09-05 | Украина     | 3:2     | Россия      | ОТ ЧЕ 2000        | Олимпийский         | [ 56 ]  |
| 2       | 1999-10-09 | Россия      | 1:1     | Украина     | ОТ ЧЕ 2000        | Лужники             | [ 56 ]  |
| Женщины |            |             |         |             |                   |                     |         |
| 1       | 1993-08-29 | Украина (ж) | 0:2     | Россия (ж)  | ОТ ЧЕ 1995        | УТК имени Банникова | [ 57 ]  |
| 2       | 1994-09-18 | Россия (ж)  | 2:1     | Украина (ж) | ОТ ЧЕ 1995        | ЦСП                 | [ 57 ]  |
| 3       | 1996-01-16 | Россия (ж)  | 3:1     | Украина (ж) | Кубок Бразилии    | Кампинас            | [ 58 ]  |
| 4       | 1999-04-17 | Россия (ж)  | 0:0 (п) | Украина (ж) | Кубок Албены      | Албена              | [ 59 ]  |
| 5       | 2000-04-05 | Украина (ж) | 3:1     | Россия (ж)  | Кубок Албены      | Албена              | [ 60 ]  |
| 6       | 2002-04-05 | Россия (ж)  | 3:2     | Украина (ж) | Кубок Албены      | Албена              | [ 61 ]  |
| 7       | 2005-03-07 | Украина (ж) | 1:2     | Россия (ж)  | Товарищеский матч | Крымтеплица         | [ 62 ]  |
| 8       | 2005-03-09 | Украина (ж) | 0:1     | Россия (ж)  | Товарищеский матч | Крымтеплица         | [ 63 ]  |
| 9       | 2009-05-29 | Украина (ж) | 2:0     | Россия (ж)  | Товарищеский матч | УТК имени Банникова | [ 64 ]  |
| 10      | 2010-10-24 | Россия (ж)  | 3:0     | Украина (ж) | Товарищеский матч | Владикавказ         | [ 65 ]  |
| 11      | 2011-05-18 | Россия (ж)  | 2:2     | Украина (ж) | Товарищеский матч | Красноармейск       | [ 66 ]  |
| 12      | 2013-06-22 | Россия (ж)  | 1:0     | Украина (ж) | Товарищеский матч | Крылья Советов      | [ 67 ]  |

### Матчи юношеских и молодёжных футбольных сборных
Всего прошло 39 матчей (19 побед России, 13 побед Украины, 6 ничей). Разница мячей: 64:41
- Сборные до 16 лет: 7 матчей (4 победы России, 3 победы Украины). Разница мячей: 13:7.
- Сборные до 17 лет: 8 матчей (2 победы России, 3 победы Украины, 3 ничьи). Разница мячей: 9:8
- Сборные до 18 лет: 12 матчей (8 побед России, 3 победы Украины, 1 ничья). Разница мячей: 28:14.
- Сборные до 19 лет: 6 матчей (2 победы России, 2 победы Украины, 1 ничья). Разница мячей: 5:4.
- Сборные до 21 года: 6 матчей (3 победы России, 2 победы Украины, 1 ничья). Разница мячей: 9:8

| №  | Дата       | Хозяева         | Счёт           | Гости           | Турнир               | Место               | Ист.          |
| -- | ---------- | --------------- | -------------- | --------------- | -------------------- | ------------------- | ------------- |
| 1  | 1998-04-30 | Украина (до 16) | 2:1            | Россия (до 16)  | ЧЕ 1998              | Инвернесс           | [ 68 ]        |
| 2  | 1998-09-04 | Украина (до 21) | 1:0            | Россия (до 21)  | ОТ ЧЕ 2000           | Динамо              | [ 69 ]        |
| 3  | 1999-10-09 | Россия (до 21)  | 2:0            | Украина (до 21) | ОТ ЧЕ 2000           | ВТБ Арена           | [ 70 ]        |
| 4  | 2001-01-10 | Россия (до 18)  | 2:1            | Украина (до 18) | Мемориал Гранаткина  | Санкт-Петербург     | [ 71 ]        |
| 5  | 2002-01-10 | Россия (до 18)  | 3:0            | Украина (до 18) | Мемориал Гранаткина  | Санкт-Петербург     | [ 71 ]        |
| 6  | 2002-06-25 | Россия (до 17)  | 3:3            | Украина (до 17) | Мемориал Банникова   | Обухов              | [ 72 ]        |
| 7  | 2004-10-30 | Украина (до 17) | 0:0            | Россия (до 17)  | КР ЧЕ 2005           | Кипр                | [ 73 ]        |
| 8  | 2005-01-22 | Россия (до 18)  | 4:1            | Украина (до 18) | Мемориал Гранаткина  | Динамо              | [ 71 ]        |
| 9  | 2005-05-12 | Украина (до 19) | 1:0            | Россия (до 19)  | ЭКР ЧЕ 2005          | Крылья Советов      | [ 74 ]        |
| 10 | 2008-01-11 | Россия (до 18)  | 2:0            | Украина (до 18) | Мемориал Гранаткина  | Санкт-Петербург     | [ 71 ]        |
| 11 | 2008-06-07 | Украина (до 16) | 0:1            | Россия (до 16)  | Мемориал Банникова   | Донецк              | [ 75 ]        |
| 12 | 2008-08-22 | Россия (до 16)  | 3:1            | Украина (до 16) | Товарищеский матч    | Псков               | [ 76 ]        |
| 13 | 2009-02-18 | Россия (до 17)  | 1:2            | Украина (до 17) | Рождественский кубок | Минск               | [ 77 ]        |
| 14 | 2009-05-06 | Украина (до 19) | 0:0            | Россия (до 19)  | Товарищеский матч    | Конча-Заспа         | [ 78 ]        |
| 15 | 2009-06-02 | Россия (до 18)  | 2:3            | Украина (до 18) | Товарищеский матч    | Москва              | [ 79 ]        |
| 16 | 2009-06-04 | Россия (до 18)  | 0:0            | Украина (до 18) | Товарищеский матч    | Москва              | [ 80 ]        |
| 17 | 2009-09-04 | Украина (до 17) | 2:2 (пен. 5:3) | Россия (до 17)  | Кубок Сиренки        | Стадион Видзева     | [ 81 ] [ 82 ] |
| 18 | 2010-01-10 | Россия (до 18)  | 3:0            | Украина (до 18) | Мемориал Гранаткина  | Санкт-Петербург     | [ 71 ]        |
| 19 | 2010-10-12 | Украина (до 19) | 1:2            | Россия (до 19)  | КР ЧЕ 2010           | Лахольм             | [ 83 ]        |
| 20 | 2011-01-09 | Россия (до 18)  | 1:3            | Украина (до 18) | Мемориал Гранаткина  | Санкт-Петербург     | [ 71 ]        |
| 21 | 2011-01-25 | Украина (до 17) | 1:1            | Россия (до 17)  | Товарищеский матч    | Минск               | [ 84 ]        |
| 22 | 2011-02-09 | Украина (до 19) | 0:1            | Россия (до 19)  | Товарищеский матч    | Турция              | [ 85 ]        |
| 23 | 2011-02-09 | Россия (до 21)  | 3:0            | Украина (до 21) | Товарищеский матч    | Анталья             | [ 86 ]        |
| 24 | 2011-06-19 | Украина (до 16) | 3:0            | Россия (до 16)  | Мемориал Банникова   | УТК имени Банникова | [ 87 ]        |
| 25 | 2012-01-25 | Украина (до 17) | 2:0            | Россия (до 17)  | Кубок Развития       | Футбольный манеж    | [ 88 ]        |
| 26 | 2012-05-06 | Украина (до 16) | 0:0 (п. 4:3)   | Россия (до 16)  | Мемориал Банникова   | УТК имени Банникова | [ 89 ]        |
| 27 | 2012-08-25 | Россия (до 16)  | 4:1            | Украина (до 16) | Товарищеский матч    | Стадион Черенкова   | [ 90 ]        |
| 28 | 2013-01-11 | Россия (до 18)  | 4:1            | Украина (до 18) | Мемориал Гранаткина  | Петербургский       | [ 71 ]        |
| 29 | 2013-01-24 | Украина (до 17) | 0:1            | Россия (до 17)  | Товарищеский матч    | Минск               | [ 91 ]        |
| 30 | 2013-01-27 | Россия (до 21)  | 4:2            | Украина (до 21) | Кубок Содружества    | Петербургский       | [ 92 ]        |
| 31 | 2013-05-05 | Россия (до 17)  | 3:0            | Украина (до 17) | ЧЕ 2013              | Злате-Моравце       | [ 93 ]        |
| 32 | 2013-05-24 | Россия (до 19)  | 1:2            | Украина (до 19) | ЭКР ЧЕ 2013          | Краснодар           | [ 94 ]        |
| 33 | 2013-05-26 | Россия (до 16)  | 4:0            | Украина (до 16) | Товарищеский матч    | Минск               | [ 95 ]        |
| 34 | 2013-10-15 | Украина (до 21) | 1:1            | Россия (до 19)  | КР ЧЕ 2014           | Рубин               | [ 96 ]        |
| 35 | 2014-02-02 | Украина (до 21) | 4:0            | Россия (до 21)  | Кубок Содружества    | Петербургский       | [ 97 ]        |
| 36 | 2014-05-02 | Россия (до 18)  | 1:0            | Украина (до 18) | Кубок Словакии       | Словакия            | [ 98 ]        |
| 37 | 2016-08-20 | Украина (до 18) | 1:4            | Россия (до 18)  | Мемориал Ежека       | Клатови             | [ 99 ]        |
| 38 | 2017-08-26 | Украина (до 18) | 4:1            | Россия (до 18)  | Мемориал Ежека       | Брожаны-над-Огржи   | [ 100 ]       |
| 39 | 2019-05-24 | Россия (до 18)  | 1:0            | Украина (до 18) | Кубок Словакии       | Зволен              | [ 98 ]        |

### Матчи футбольных клубов в еврокубках
Всего 21 матч (12 побед российских клубов, 7 побед украинских клубов, 2 ничьи). Разница мячей составила 35:29.
| №  | Дата       | Хозяева            | Счёт | Гости              | Турнир                                 | Место           | Ист.    |
| -- | ---------- | ------------------ | ---- | ------------------ | -------------------------------------- | --------------- | ------- |
| 1  | 1994-09-14 | Динамо (Киев)      | 3:2  | Спартак (Москва)   | Лига чемпионов 1994/95, групповой этап | Республиканский | [ 101 ] |
| 2  | 1994-11-23 | Спартак (Москва)   | 1:0  | Динамо (Киев)      | Лига чемпионов 1994/95, групповой этап | Лужники         | [ 101 ] |
| 3  | 1996-07-07 | Ротор              | 4:1  | Шахтер (Донецк)    | Кубок Интертото 1996, групповой этап   | Центральный     | [ 102 ] |
| 4  | 1997-08-12 | Алания             | 2:1  | Днепр              | Кубок УЕФА 1997/98, квал.              | Спартак         | [ 103 ] |
| 5  | 1997-08-26 | Днепр              | 1:4  | Алания             | Кубок УЕФА 1997/98, квал.              | Метеор          | [ 103 ] |
| 6  | 1998-09-17 | ЦСКА (Киев)        | 0:2  | Локомотив (Москва) | КОК 1998/99, 1/16 финала               | Динамо          | [ 104 ] |
| 7  | 1998-10-01 | Локомотив (Москва) | 3:1  | ЦСКА (Киев)        | КОК 1998/99, 1/16 финала               | Локомотив       | [ 104 ] |
| 8  | 2003-08-13 | Шахтер (Донецк)    | 1:0  | Локомотив (Москва) | Лига чемпионов 2003/04, квал.          | Шахтёр          | [ 102 ] |
| 9  | 2003-08-27 | Локомотив (Москва) | 3:1  | Шахтер (Донецк)    | Лига чемпионов 2003/04, квал.          | Локомотив       | [ 102 ] |
| 10 | 2003-09-17 | Динамо (Киев)      | 2:0  | Локомотив (Москва) | Лига чемпионов 2003/04, групповой этап | Олимпийский     | [ 101 ] |
| 11 | 2003-11-25 | Локомотив (Москва) | 3:2  | Динамо (Киев)      | Лига чемпионов 2003/04, групповой этап | Локомотив       | [ 101 ] |
| 12 | 2008-08-13 | Спартак (Москва)   | 1:4  | Динамо (Киев)      | Лига чемпионов 2008/09, квал.          | Лужники         | [ 101 ] |
| 13 | 2008-08-27 | Динамо (Киев)      | 4:1  | Спартак (Москва)   | Лига чемпионов 2008/09, квал.          | Динамо          | [ 101 ] |
| 14 | 2009-03-12 | ЦСКА (Москва)      | 1:0  | Шахтер (Донецк)    | Кубок УЕФА 2008/09, 1/8 финала         | Лужники         | [ 102 ] |
| 15 | 2009-03-19 | Шахтер (Донецк)    | 2:0  | ЦСКА (Москва)      | Кубок УЕФА 2008/09, 1/8 финала         | Олимпийский     | [ 102 ] |
| 16 | 2009-06-16 | Динамо (Киев)      | 3:1  | Рубин (Казань)     | Лига чемпионов 2009/10, групповой этап | Динамо          | [ 101 ] |
| 17 | 2009-11-24 | Рубин (Казань)     | 0:0  | Динамо (Киев)      | Лига чемпионов 2009/10, групповой этап | Центральный     | [ 101 ] |
| 18 | 2011-07-26 | Динамо (Киев)      | 0:2  | Рубин (Казань)     | Лига чемпионов 2011/12, квал.          | Динамо          | [ 101 ] |
| 19 | 2011-08-03 | Рубин (Казань)     | 2:1  | Динамо (Киев)      | Лига чемпионов 2011/12, квал.          | Центральный     | [ 101 ] |
| 20 | 2011-10-19 | Шахтер (Донецк)    | 2:2  | Зенит (СПб)        | Лига чемпионов 2011/12, групповой этап | Донбасс Арена   | [ 102 ] |
| 21 | 2011-11-01 | Зенит (СПб)        | 1:0  | Шахтер (Донецк)    | Лига чемпионов 2011/12, групповой этап | Петровский      | [ 102 ] |

### Матчи футбольных клубов в товарищеских турнирах
Всего 37 матчей (8 побед российских клубов, 22 победы украинских клубов, 7 ничьих). Разница мячей: 35:52.
| №  | Дата       | Хозяева          | Счёт         | Гости              | Турнир                           | Место          | Ист.    |
| -- | ---------- | ---------------- | ------------ | ------------------ | -------------------------------- | -------------- | ------- |
| 1  | 1996-02-03 | Алания           | 0:1          | Динамо (Киев)      | Кубок чемпионов Содружества 1996 | ЦСКА           | [ 105 ] |
| 2  | 1997-02-03 | Спартак (Москва) | 2:3          | Динамо (Киев)      | Кубок чемпионов Содружества 1997 | ЦСКА           | [ 106 ] |
| 3  | 1998-02-01 | Динамо (Киев)    | 1:0          | Спартак (Москва)   | Кубок чемпионов Содружества 1998 | ЦСКА           | [ 107 ] |
| 4  | 1999-01-29 | Спартак (Москва) | 0:0          | Динамо (Киев)      | Кубок чемпионов Содружества 1999 | Олимпийский    | [ 108 ] |
| 5  | 1999-01-31 | Спартак (Москва) | 2:1          | Динамо (Киев)      | Кубок чемпионов Содружества 1999 | Олимпийский    | [ 108 ] |
| 6  | 2002-01-27 | Спартак (Москва) | 3:4          | Динамо (Киев)      | Кубок чемпионов Содружества 2002 | Олимпийский    | [ 109 ] |
| 7  | 2003-05-12 | Шахтёр (Донецк)  | 0:0 (п. 5:4) | ЦСКА (Москва)      | Мемориал Лобановского 2003       | Динамо         | [ 110 ] |
| 8  | 2003-05-12 | Динамо (Киев)    | 2:0          | Локомотив (Москва) | Мемориал Лобановского 2003       | Динамо         | [ 110 ] |
| 9  | 2006-02-05 | ЦСКА (Москва)    | 1:3          | Шахтер (Донецк)    | Кубок Первого канала 2006        | Блумфилд       | [ 111 ] |
| 10 | 2006-02-06 | Спартак (Москва) | 1:1          | Динамо (Киев)      | Кубок Первого канала 2006        | Блумфилд       | [ 111 ] |
| 11 | 2006-02-08 | Спартак (Москва) | 1:2          | Шахтер (Донецк)    | Кубок Первого канала 2006        | Блумфилд       | [ 111 ] |
| 12 | 2006-02-09 | ЦСКА (Москва)    | 1:1          | Динамо (Киев)      | Кубок Первого канала 2006        | Блумфилд       | [ 111 ] |
| 13 | 2007-01-27 | Динамо (Киев)    | 2:2          | Спартак (Москва)   | Кубок Первого канала 2007        | Блумфилд       | [ 112 ] |
| 14 | 2007-01-28 | Шахтер (Донецк)  | 0:2          | ЦСКА (Москва)      | Кубок Первого канала 2007        | Кирьят-Элиэзер | [ 112 ] |
| 15 | 2008-01-27 | Шахтер (Донецк)  | 3:1          | ЦСКА (Москва)      | Кубок Первого канала 2008        | Блумфилд       | [ 113 ] |
| 16 | 2008-01-24 | Спартак (Москва) | 0:3          | Динамо (Киев)      | Кубок Первого канала 2008        | Блумфилд       | [ 113 ] |
| 17 | 2008-02-14 | Шахтер (Донецк)  | 2:1          | Спартак-Нальчик    | Кубок Ла-Манги                   | Ла-Манга       | [ 114 ] |
| 18 | 2010-07-03 | Динамо (Москва)  | 2:0          | Динамо (Киев)      | ВТБ Кубок Льва Яшина             | Арена Химки    | [ 115 ] |
| 19 | 2011-02-08 | Кубань           | 0:0 (п. 3:4) | Динамо (Киев)      | Marbella Cup                     | Марбелья       | [ 116 ] |
| 20 | 2012-02-03 | Динамо (Киев)    | 2:0          | Крылья Советов     | Marbella Cup                     | Марбелья       | [ 116 ] |
| 21 | 2012-02-09 | Динамо (Киев)    | 1:2          | Рубин (Казань)     | Marbella Cup                     | Марбелья       | [ 116 ] |
| 22 | 2013-01-31 | Шахтер (Донецк)  | 2:0          | ЦСКА (Москва)      | Copa del Sol                     | Ла-Манга       | [ 117 ] |
| 23 | 2013-06-27 | Спартак (Москва) | 0:1          | Динамо (Киев)      | Объединённый турнир              | им. Стрельцова | [ 118 ] |
| 24 | 2013-06-27 | Зенит (СПб)      | 0:1          | Шахтер (Донецк)    | Объединённый турнир              | Динамо         | [ 118 ] |
| 25 | 2013-06-30 | Шахтер (Донецк)  | 0:0          | Спартак (Москва)   | Объединённый турнир              | Донбасс Арена  | [ 118 ] |
| 26 | 2013-06-30 | Зенит (СПб)      | 1:2          | Динамо (Киев)      | Объединённый турнир              | Олимпийский    | [ 118 ] |
| 27 | 2013-07-03 | Спартак (Москва) | 2:0          | Шахтер (Донецк)    | Объединённый турнир              | им. Стрельцова | [ 118 ] |
| 28 | 2013-07-03 | Динамо (Киев)    | 3:3          | Зенит (СПб)        | Объединённый турнир              | Олимпийский    | [ 118 ] |
| 29 | 2013-07-06 | Шахтер (Донецк)  | 0:1          | Зенит (СПб)        | Объединённый турнир              | Донбасс Арена  | [ 118 ] |
| 30 | 2013-07-07 | Динамо (Киев)    | 2:1          | Спартак (Москва)   | Объединённый турнир              | Олимпийский    | [ 118 ] |
| 31 | 2014-01-30 | ЦСКА (Москва)    | 0:0 (п. 4:2) | Металлист          | Объединённый суперкубок          | Ха-Мошава      | [ 119 ] |
| 32 | 2014-01-30 | Шахтер (Донецк)  | 2:1          | Зенит (СПб)        | Объединённый суперкубок          | Ха-Мошава      | [ 119 ] |
| 33 | 2014-02-02 | Зенит (СПб)      | 2:0          | ЦСКА (Москва)      | Объединённый суперкубок          | Ха-Мошава      | [ 119 ] |
| 34 | 2014-02-02 | Металлист        | 0:2          | Шахтер (Донецк)    | Объединённый суперкубок          | Ха-Мошава      | [ 119 ] |
| 35 | 2014-02-05 | Зенит (СПб)      | 1:2          | Металлист          | Объединённый суперкубок          | Ха-Мошава      | [ 119 ] |
| 36 | 2014-02-05 | Шахтер (Донецк)  | 2:1          | ЦСКА (Москва)      | Объединённый суперкубок          | Ха-Мошава      | [ 119 ] |
| 37 | 2014-02-11 | Рубин (Казань)   | 1:1          | Днепр              | Diamonds Cup                     | Марбелья       | [ 120 ] |

### Матчи национальных сборных в мини-футболе
Мужские сборные: 5 матчей (4 победы России и 1 победа Украины).
Женские сборные: 6 матчей (5 побед России, 1 победа Украины).
| №       | Дата       | Хозяева | Счёт         | Гости   | Турнир                | Место        | Ист.    |
| Мужчины | Мужчины    | Мужчины | Мужчины      | Мужчины | Мужчины               | Мужчины      | Мужчины |
| ------- | ---------- | ------- | ------------ | ------- | --------------------- | ------------ | ------- |
| 1       | 1996-01-08 | Россия  | 3:2          | Украина | Чемпионат Европы 1996 | Кордова      | [ 121 ] |
| 2       | 1996-12-08 | Россия  | 3:2          | Украина | Чемпионат мира 1996   | Испания      | [ 122 ] |
| 3       | 2005-02-17 | Украина | 2:1          | Россия  | Чемпионат Европы 2005 | Острава      | [ 123 ] |
| 4       | 2007-11-19 | Украина | 1:4          | Россия  | Чемпионат Европы 2007 | Порту        | [ 124 ] |
| 5       | 2022-02-04 | Украина | 2:3          | Россия  | Чемпионат Европы 2022 | Амстердам    | [ 125 ] |
| Женщины |            |         |              |         |                       |              |         |
| 1       | 2010-05-07 | Россия  | 1:2          | Украина | Турнир ко Дню Победы  | УСА Аквариум | [ 126 ] |
| 2       | 2011-02-05 | Украина | 2:5          | Россия  | Международный турнир  | Мор          | [ 127 ] |
| 3       | 2011-05-07 | Украина | 1:3          | Россия  | Турнир ко Дню Победы  | УСА Аквариум | [ 128 ] |
| 4       | 2012-12-07 | Россия  | 3:0          | Украина | Чемпионат мира 2012   | Португалия   | [ 129 ] |
| 5       | 2013-12-15 | Россия  | 6:2          | Украина | Чемпионат мира 2013   | Испания      | [ 130 ] |
| 6       | 2019-02-17 | Россия  | 2:2 (п. 3:2) | Украина | Чемпионат Европы 2019 | Гондомар     | [ 131 ] |

### Матчи клубов в мини-футболе
Всего 7 матчей (6 побед российских клубов, 1 ничья). Разница мячей составила 31:14.
| № | Дата       | Хозяева         | Счёт | Гости              | Турнир             | Место   | Ист.    |
| - | ---------- | --------------- | ---- | ------------------ | ------------------ | ------- | ------- |
| 1 | 1997-05-08 | Дина (Москва)   | 9:4  | Локомотив (Одесса) | ТЕЧ 1997           | Москва  | [ 132 ] |
| 2 | 2005-03-19 | Динамо (Москва) | 6:2  | Шахтёр (Донецк)    | Кубок УЕФА 2004/05 | Москва  | [ 133 ] |
| 3 | 2005-02-01 | Шахтёр (Донецк) | 0:1  | Динамо (Москва)    | Кубок УЕФА 2005/06 | Белград | [ 133 ] |
| 4 | 2006-12-07 | Шахтёр (Донецк) | 4:4  | Динамо (Москва)    | Кубок УЕФА 2006/07 | Дружба  | [ 133 ] |
| 5 | 2007-10-14 | ВИЗ-Синара      | 2:1  | Энергия (Львов)    | Кубок УЕФА 2007/08 | ДИВС    | [ 134 ] |
| 6 | 2008-11-14 | ВИЗ-Синара      | 4:3  | Шахтёр (Донецк)    | Кубок УЕФА 2008/09 | ДИВС    | [ 133 ] |
| 7 | 2012-10-11 | Энергия (Львов) | 0:5  | Динамо (Москва)    | Кубок УЕФА 2012/13 | Мурсия  | [ 134 ] |

### Матчи национальных сборных в пляжном футболе
Мужские сборные: 6 матчей и 6 побед России. Разница мячей: 29:11
Женские сборные: 1 матч и 1 победа России. Разница мячей: 4:2.
| №       | Дата       | Хозяева | Счёт         | Гости   | Турнир                | Место          | Ист.    |
| Мужчины | Мужчины    | Мужчины | Мужчины      | Мужчины | Мужчины               | Мужчины        | Мужчины |
| ------- | ---------- | ------- | ------------ | ------- | --------------------- | -------------- | ------- |
| 1       | 2016-06-24 | Россия  | 3:2          | Украина | Кубок Европы 2016     | Белград        | [ 135 ] |
| 2       | 2016-09-09 | Россия  | 4:3 (п. 4:3) | Украина | Квал. ЧМ 2017         | Езоло          | [ 136 ] |
| 3       | 2017-09-15 | Украина | 3:4          | Россия  | Евролига 2017         | Террачина      | [ 137 ] |
| 4       | 2018-09-06 | Россия  | 6:0          | Украина | Евролига 2018         | Альгеро        | [ 138 ] |
| 5       | 2019-05-10 | Россия  | 7:2          | Украина | Квал. на ВПИ 2019     | Салоу          | [ 139 ] |
| 6       | 2019-06-27 | Россия  | 5:1          | Украина | Европейские игры 2019 | Минск          | [ 140 ] |
| Женщины |            |         |              |         |                       |                |         |
| 1       | 2021-09-09 | Россия  | 4:2          | Украина | Евролига 2021         | Фигейра-да-Фош | [ 141 ] |

### Матчи клубов в пляжном футболе
Всего 16 матчей (9 побед россиян и 7 побед украинцев). Разница мячей составила 68:47.
| №  | Дата       | Хозяева            | Счёт         | Гости              | Турнир   | Место      | Ист.    |
| -- | ---------- | ------------------ | ------------ | ------------------ | -------- | ---------- | ------- |
| 1  | 2013-05-19 | Гриффин (Киев)     | 0:3          | Локомотив (Москва) | КЕЧ 2013 | Италия     | [ 142 ] |
| 2  | 2014-06-07 | Локомотив (Москва) | 3:4          | Артур Мьюзик       | КЕЧ 2014 | Италия     | [ 142 ] |
| 3  | 2015-06-07 | Локомотив (Москва) | 2:3          | Выбор              | КЕЧ 2015 | Италия     | [ 142 ] |
| 4  | 2017-05-28 | Артур Мьюзик       | 3:5          | Дельта (Саратов)   | КЕЧ 2017 | Португалия | [ 143 ] |
| 5  | 2017-06-01 | Дельта (Саратов)   | 5:2          | Гриффин (Киев)     | КЕЧ 2017 | Португалия | [ 144 ] |
| 6  | 2017-06-02 | Спартак (Москва)   | 1:3          | Артур Мьюзик       | КЕЧ 2017 | Португалия | [ 143 ] |
| 7  | 2017-06-03 | Дельта (Саратов)   | 5:7          | Артур Мьюзик       | КЕЧ 2017 | Португалия | [ 143 ] |
| 8  | 2018-05-27 | Артур Мьюзик       | 4:3          | Дельта (Саратов)   | КЕЧ 2018 | Португалия | [ 143 ] |
| 9  | 2018-05-29 | Артур Мьюзик       | 1:3          | Кристалл           | КЕЧ 2018 | Португалия | [ 143 ] |
| 10 | 2019-06-06 | Кристалл           | 2:2 (п. 8:9) | Евроформат         | КЕЧ 2019 | Португалия | [ 145 ] |
| 11 | 2019-06-08 | Локомотив (Москва) | 2:0          | Евроформат         | КЕЧ 2019 | Португалия | [ 142 ] |
| 12 | 2020-09-10 | Выбор              | 0:6          | Крылья Советов     | КЕЧ 2020 | Португалия | [ 146 ] |
| 13 | 2020-09-11 | Кристалл           | 13:3         | Молния             | КЕЧ 2020 | Португалия | [ 145 ] |
| 14 | 2020-09-13 | Артур Мьюзик       | 11:5         | Крылья Советов     | КЕЧ 2020 | Португалия | [ 143 ] |
| 15 | 2021-07-14 | Локомотив (Москва) | 4:3          | Молния             | КЕЧ 2021 | Португалия | [ 142 ] |
| 16 | 2021-07-17 | Локомотив (Москва) | 6:1          | Артур Мьюзик       | КЕЧ 2021 | Португалия | [ 142 ] |